# Kings Bay (azienda)
La Kings Bay AS è un'azienda governativa norvegese di proprietà del Ministero del Commercio e dell'Industria che opera nell'insediamento di Ny-Ålesund nelle Isole Svalbard. L'insediamento è il più a nord del mondo ed è al servizio di personale di ricerca. La compagnia fornisce le infrastrutture necessarie, come i trasporti (compreso l'aeroporto di Ny-Ålesund), gli edifici, la fornitura di energia e di acqua, il cibo e altre strutture.
La compagnia è responsabile anche dell'amministrazione della Bjørnøen AS, un'azienda governativa che possiede l'intera isola di Bjørnøya (l'Isola degli Orsi). In estate l'azienda gestisce anche navi da crociera che arrivano a Ny-Ålesund.

## Storia

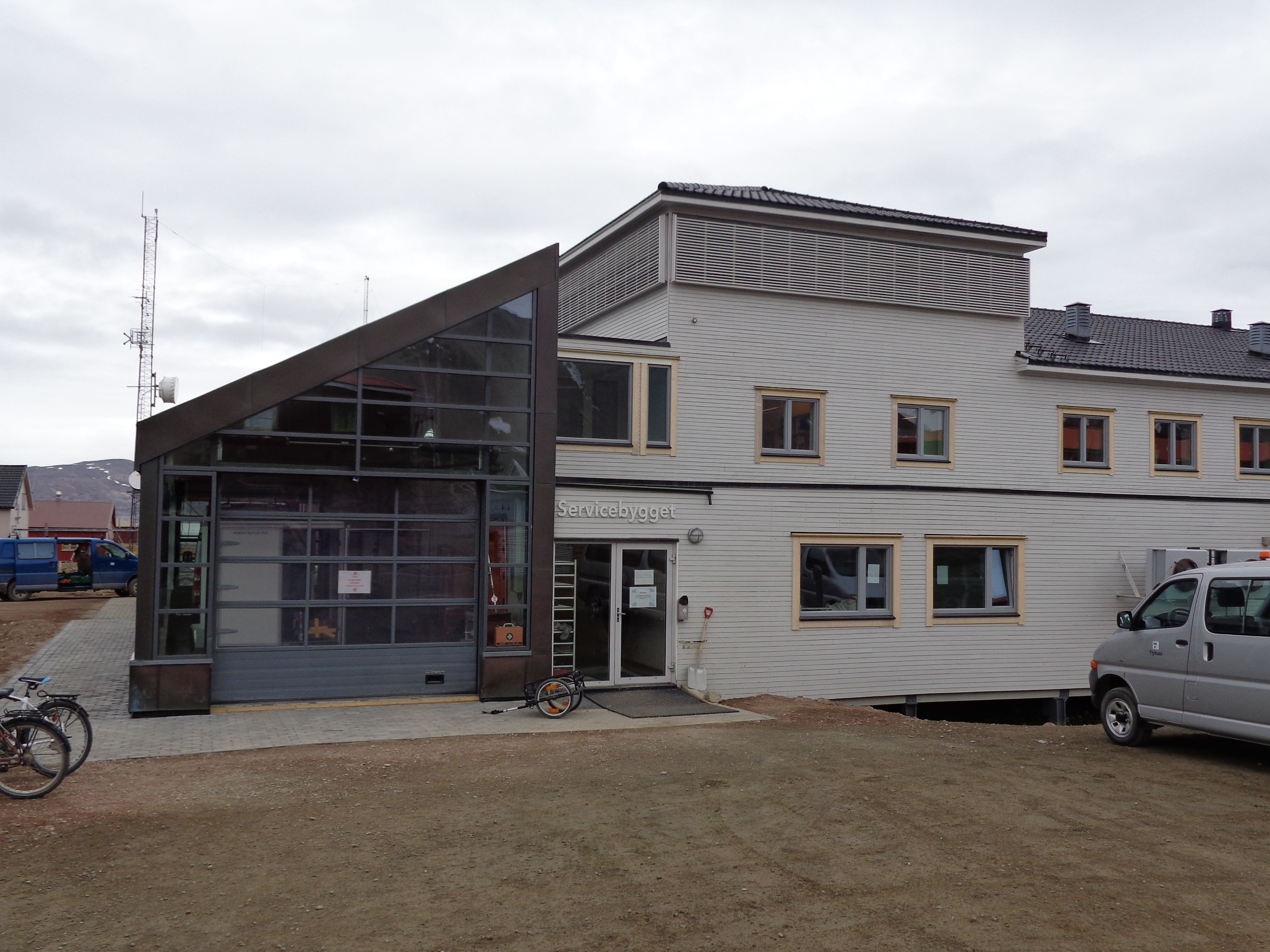
Edificio di servizio della Kings Bay a Ny-Ålesund

L'azienda venne fondata nel 1916 con il nome di "Kings Bay Kull Company" con l'intenzione di sfruttare una miniera di carbone. Successivamente fu nazionalizzata, e nel 1962 la miniera venne chiusa in seguito a un tragico incidente in cui persero la vita 21 minatori. L'azienda si fece carico in seguito dell'organizzazione dell'attività di ricerca scientifica che cominciò a Ny-Ålesund.